# Races de poules au long chant
Les poules au long chant sont des races de poules élevées pour la durée et la beauté du chant des coqs. Ces races se trouvent en Asie (Japon, Indonésie, Turquie), mais aussi en Europe (Allemagne, fédération de Russie, Balkans). Dans beaucoup de pays se tiennent des concours de chants de coqs,.

## Liste des races
- Ajam pelóng
- Ajam ketawa
- Chanteur du Berg
- Chanteur bosniaque ou chanteur de Berat
- Gálo musico
- Chanteur de Denizli
- Koeyoshi
- Chanteur du Kosovo
- Tomaru
- Totenko
- Chanteur de Yourlov

## Images

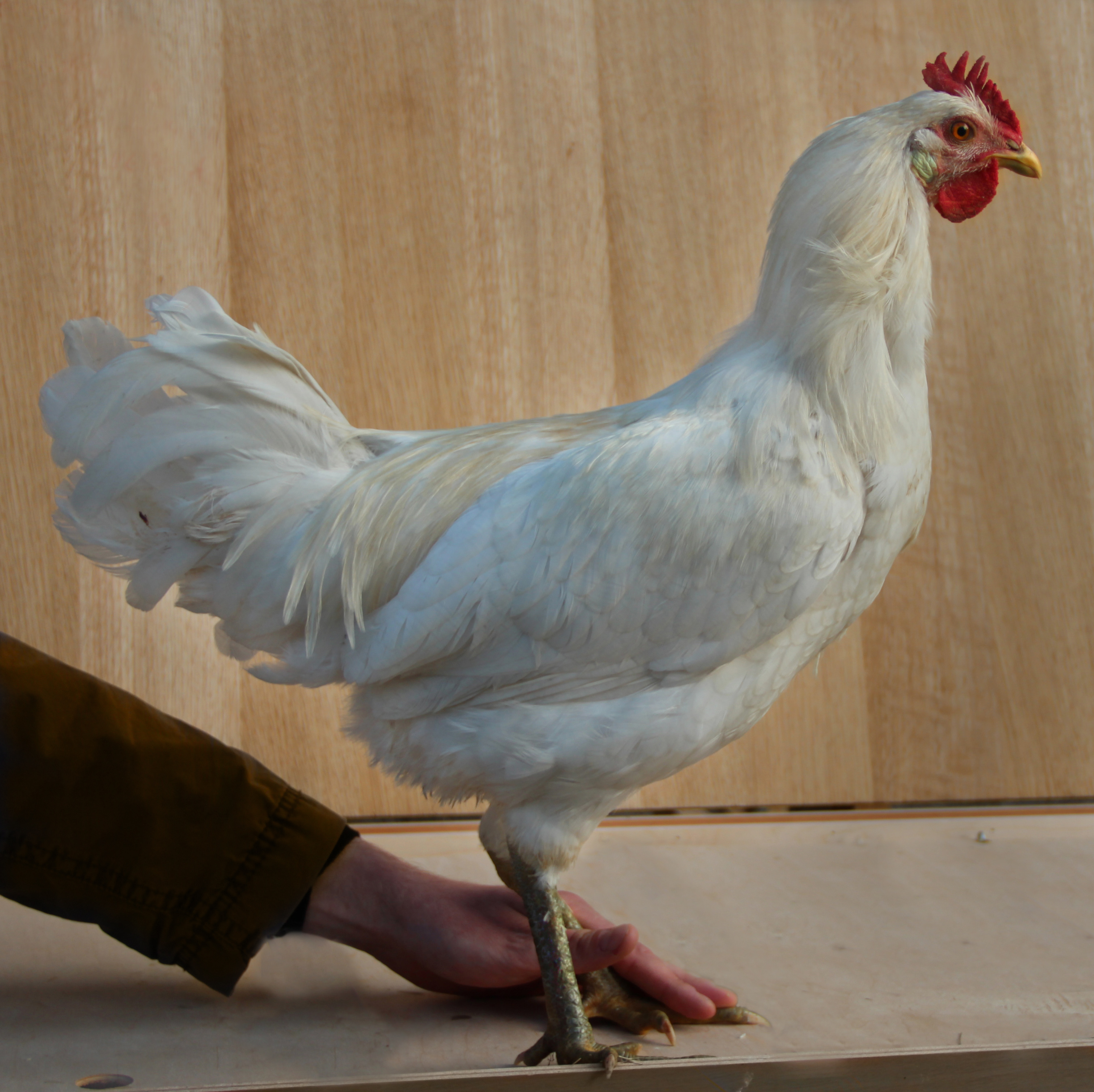
Chanteur bosniaque
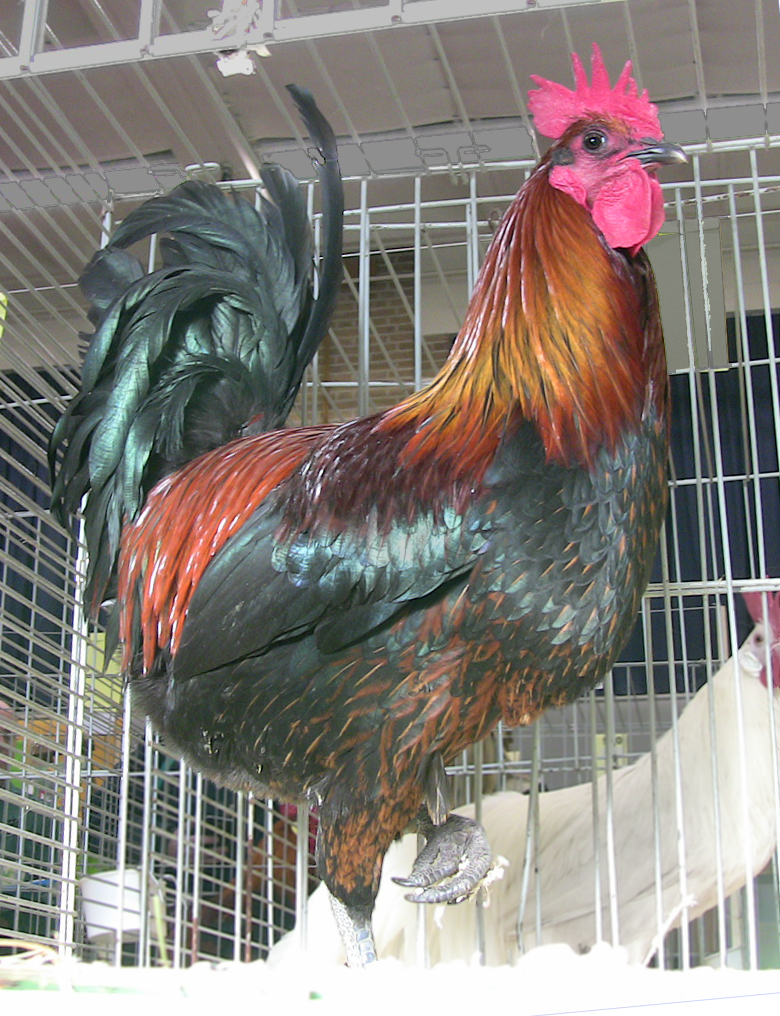
Chanteur de Denizli à une exposition
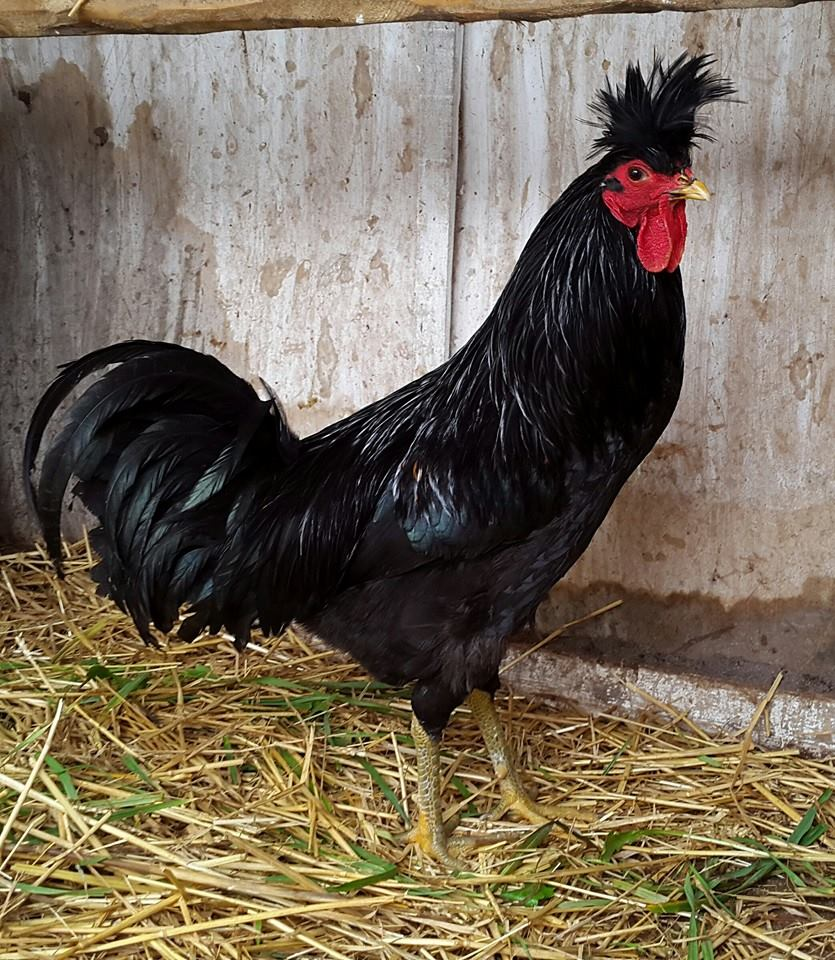
Chanteur du Kosovo
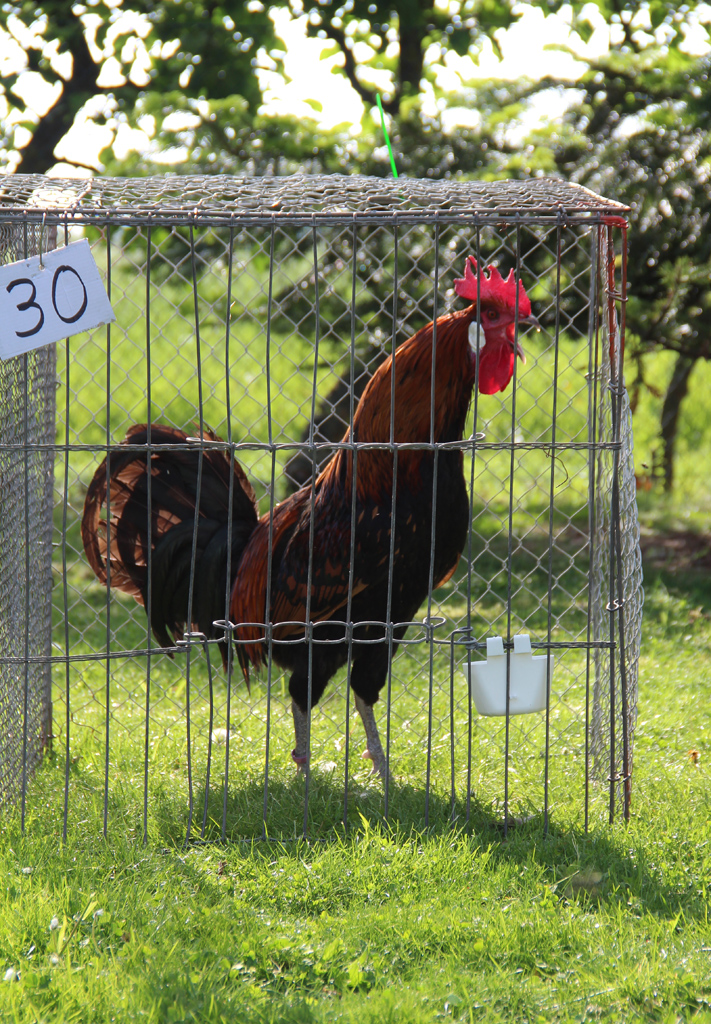
Chanteur du Berg pendant un concours de chants de coqs
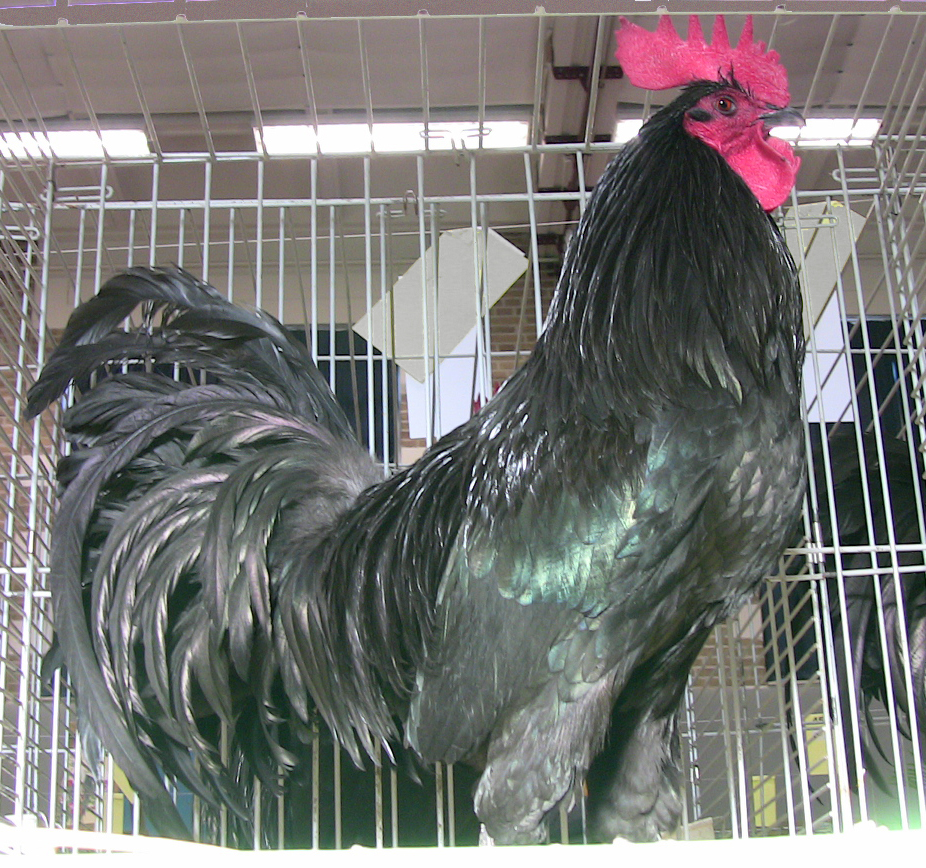
Tomaru
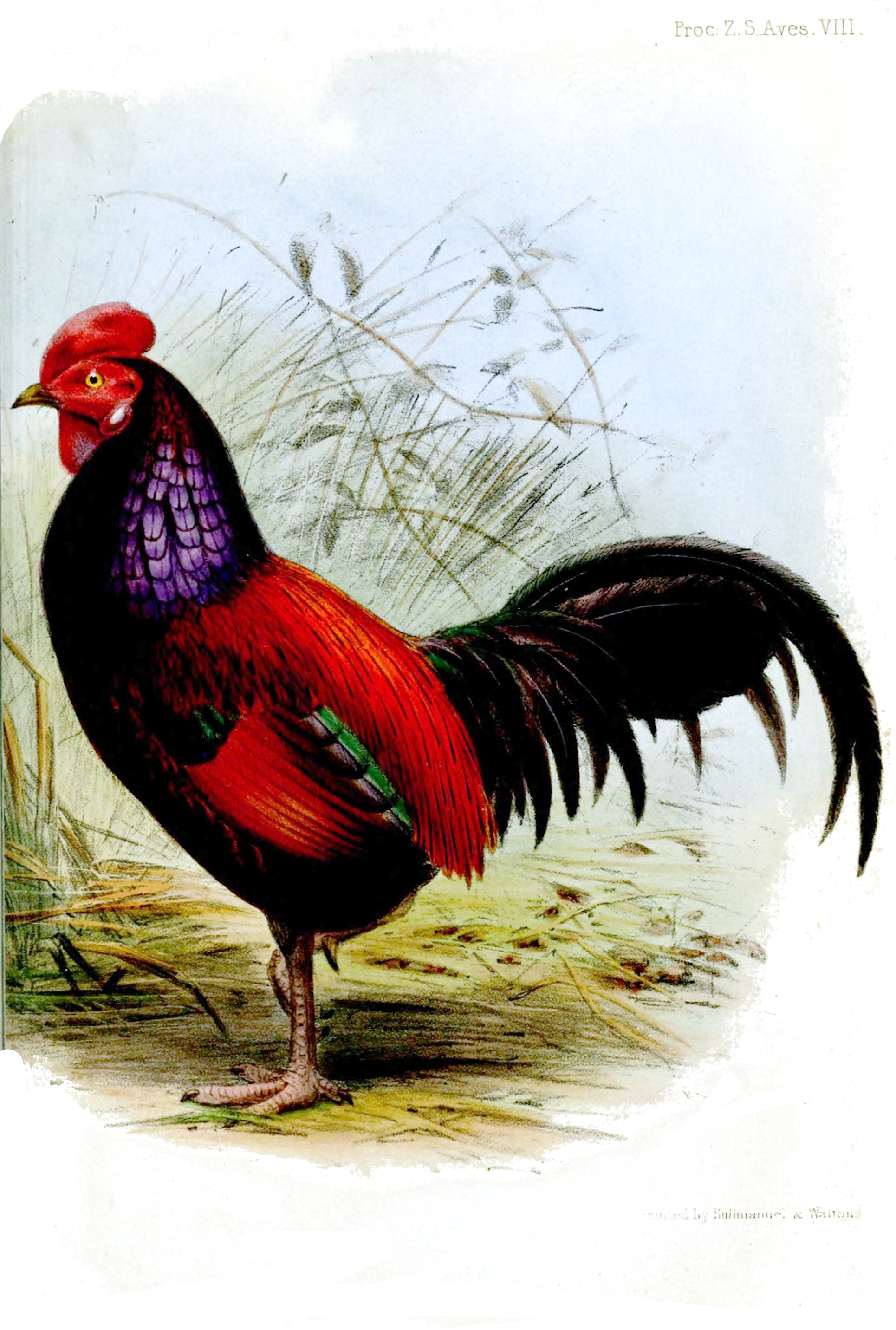
Ayam bekisar